# Flügelspieler
Als Flügelspieler werden bei vielen Mannschaftssportarten die Spielpositionen rechts oder links außen in der Formation bezeichnet. Der Begriff gilt zugleich für die Spieler auf diesen Positionen.
Derjenige Flügelspieler, der sich von der angreifenden Mannschaft aus gesehen, auf der rechten Seite des Spielfeldes befindet, wird als Rechtsaußen bezeichnet, während der Linksaußen auf der linken Flügelposition spielt (klassisch sind mit links- und rechtsaußen jedoch nur Außenstürmer gemeint). Üblicherweise trugen die Außenstürmer im Fußball die Rückennummern 7 (rechts) und 11 (links).
Den Flügelspielern kommt in vielen Sportarten eine besondere Funktion zu.

## Sportarten mit Flügelspielern
Im Fußball gehören die Außenpositionen zu den laufintensiven Positionen. Je nach Spielsystem wird die Position von Mittelfeldspielern oder Außenverteidigern übernommen. Hauptaufgabe der Außenpositionen in der Offensivbewegung ist die Überwindung der gegnerischen Abwehr durch Flankenläufe und (hohe) Hereingabe des Balles von der Seitenlinie vor das Tor (Flanke). Zusätzlich hat er die Aufgabe, den Außenverteidiger abzusichern, falls dieser nach vorne stößt. Besonders offensiv und torgefährlich agierende Flügelspieler wie z. B. Cristiano Ronaldo oder Marco Reus werden als Flügelstürmer bezeichnet, da sie häufig in den Strafraum vorstoßen und nicht nur hauptsächlich Vorlagen geben.
Im Handball, wo der Begriff Außenspieler (oder einfach „Außen“) gebräuchlicher ist, übernehmen diese eine andere Funktion: anders als im Fußball sind die Flügelspieler hier auch für Torerfolge zuständig.
Im Basketball gibt es zwei Flügelpositionen, Forwards genannt. In der Regel wird dabei zwischen Power Forward und Small Forward unterschieden. Die Forwards spielen üblicherweise im Frontcourt, also in der Nähe des Korbes, sowohl in der Defensive wie der Offensive.
Im Eishockey gibt es ebenfalls zwei Flügelpositionen in der Sturmreihe. Beide sind in einer Dreierformation mit einem Center für Torerfolge zuständig.